# 毛文龍
毛 文龍（もう ぶんりゅう、万暦4年1月11日（1576年2月10日） - 崇禎2年6月5日（1629年7月24日））は、明末の武将。一名は伯龍。字は振南。杭州府銭塘県（現在の浙江省杭州市上城区）の出身。本貫は平陽府太平県（現在の山西省臨汾市襄汾県）。

## 概要
1605年、遼東総兵李成梁に仕え、武功を挙げた。1621年、ヌルハチ率いる後金（後の清）が遼陽府を陥落すると、広寧巡撫王化貞のもとで左都督となり、遼東半島沿いの住民を慰撫して、同年7月鴨緑江下流付近を奪回した。しかし、同年末にヌルハチの反撃を受けて、王化貞から離反して、配下の尚可喜・耿仲明・孔有徳らを率いて、李氏朝鮮の平安道鉄山沖の椵島（皮島）や身弥島に亡命した。毛文龍は後金の背後から攪乱して襲うゲリラ戦で戦うという名分で、椵島に東江鎮を設け八営を置いて根拠地として、死の直前の1629年まで朝鮮に留まった。これが1627年の丁卯胡乱勃発の原因となった。
後に、明の寧遠城の守将の袁崇煥と対立して、毛文龍は明の朝廷に賄賂を贈って、自身に有利になるように動いた。同時に後金の一門の阿敏と戦うも、大敗して逃げ戻る有様であった。袁崇煥は毛文龍が敗戦を繰り返していながら、朝廷に賄賂を贈って、同時に交易で儲けており、それが人々を苦しんでいる元凶となっていると判断した。ついに袁崇煥は朝廷に毛文龍が職務怠慢であると上奏して、独断で毛文龍を逮捕して、その罪状を読み上げて「…罪は毛文龍のみであり、他の諸将は罪に問わない」とのべて、ついに毛文龍を斬首に処した。享年54。
まもなく、朝廷は陳継盛を毛文龍の後任として派遣した。しかし、統率力を欠いた陳継盛はやがて劉興治兄弟ら諸将の離反を招き、劉興治は弟の劉興祚らとともにヌルハチの子のホンタイジに降伏し、陳継盛をはじめその腹心の劉応鶴ら百余人を惨殺した。
毛文龍の生き残った子のうちひとりは清に入って隠居し、父の配下にあった旧将の報償を拒絶し続けた。

## 家族
- 祖父: 毛玉山
- 伯父: 毛得春
- 父: 毛偉
- 母: 沈氏
- 母方の叔父: 沈光祚
- 弟: 毛仲龍・毛雲龍
- 子: 毛鈺（中国語版）（もとの名は承斗）
- 養子: 毛承禄・毛承祚
- 孫: 毛有韓（毛鈺の子）

| スタブアイコン | サブスタブ | この項目は、まだ閲覧者の調べものの参照としては役立たない、人物に関連した書きかけの項目です。この項目を加筆・訂正などしてくださる協力者を求めています（P:人物伝/PJ:人物伝）。 |